# Schlosspark-Klinik

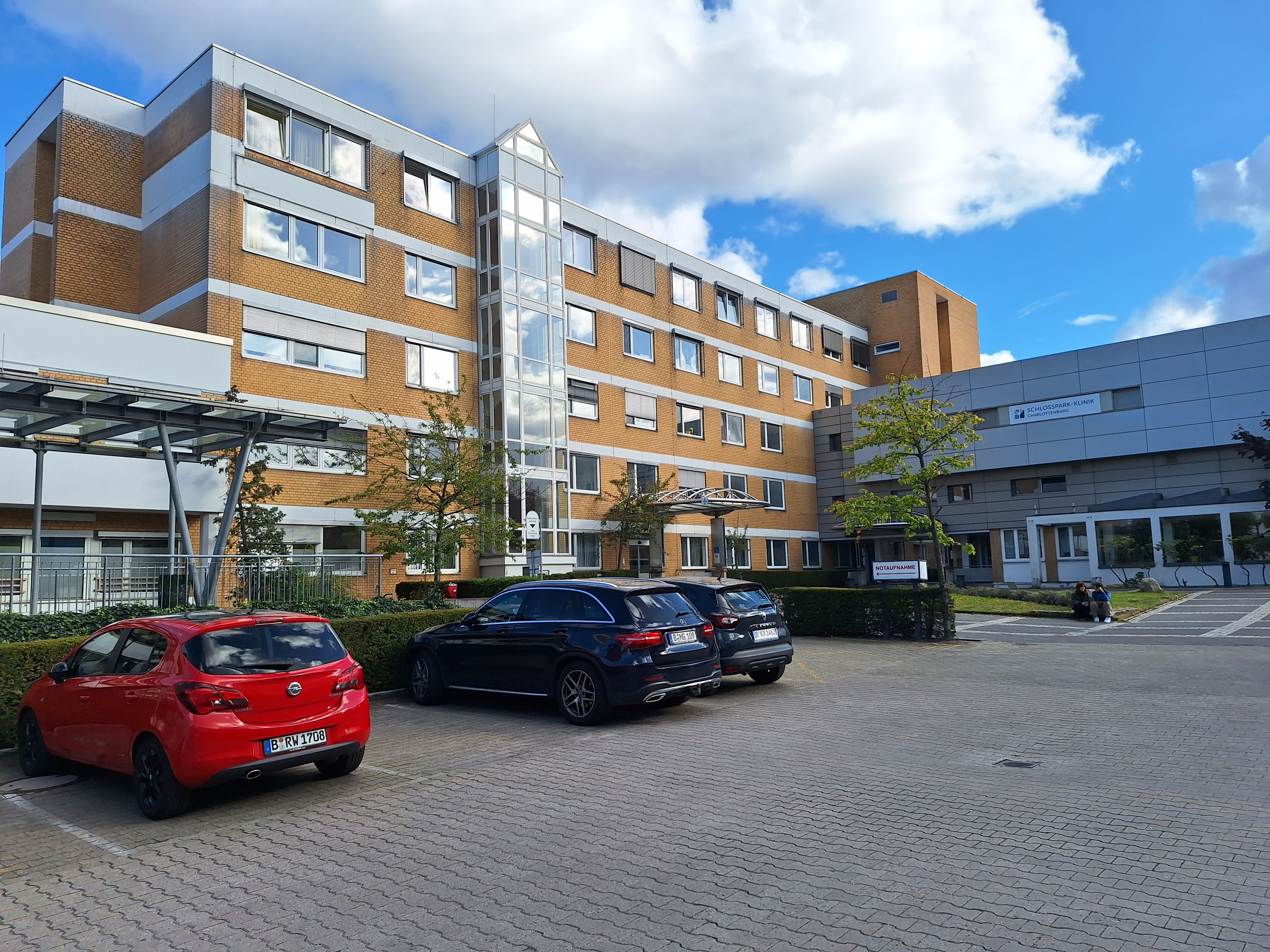
Schlosspark-Klinik am Heubnerweg

Die Schlosspark-Klinik ist ein 1970 eröffnetes allgemeines Krankenhaus der Akut- und Regelversorgung mit Notaufnahme in privater Trägerschaft im Berliner Ortsteil Charlottenburg. Bei ihrer Eröffnung am 6. November 1970 war sie die erste allgemeine Privatklinik Berlins, stand jedoch damals wie heute auch gesetzlich Versicherten offen. Ihren Namen verdankt sie der unmittelbaren Nähe zum Park des Schlosses Charlottenburg.

## Geschichte
Obwohl sich in der Nähe des Standortes der Schlosspark-Klinik bereits weitere Einrichtungen des Gesundheitswesens wie das Frauenklinikum der Freien Universität und das Kaiserin-Auguste-Viktoria-Säuglingsheim befanden, war sie zunächst als Hotel geplant worden. Eine Gruppe privater Investoren wollte 1968 ein Hotel an der Ecke Budapester/Nürnberger Straße in Berlin-Charlottenburg erbauen. Ein Bauantrag für ein Hotel wurde den Privatinvestoren nicht genehmigt, die Berliner Gesundheitsverwaltung schlug stattdessen vor, ein Krankenhaus zu eröffnen. Daraus ergab sich der für damalige Verhältnisse ungewöhnliche Umstand, dass der 24 Millionen DM teure Bau des Krankenhauses komplett privat finanziert wurde.
Am 6. November 1970 eröffnete die Schlosspark-Klinik mit einer Kapazität von 400 Betten und fünf Fachabteilungen. Das Krankenhaus verfügte zum Zeitpunkt seiner Eröffnung über einige für diese Zeit beachtliche Neuerungen: so besaß kein Patientenzimmer mehr als vier Betten, die Ein- und Zweibettzimmer waren mit Radio- und Fernsehanschlüssen, eigenen Badezimmern sowie Balkonen ausgestattet. Außerdem stand den Patienten ein Schwimmbad zur Verfügung. Für das Pflegepersonal wurde ein Schwesternwohnheim mit 147 Appartements errichtet.
Im Laufe der Zeit erfolgten mehrfach Um- und Neubauten. Acht Jahre nach Eröffnung kam 1978 das Schlosspark Hotel hinzu. 1983 wurde die Computertomographie eingeführt, 1998 wurden sämtliche Stationen mit Wintergärten versehen. Nachdem bereits 2003/04 einige neue OP-Säle gebaut wurden, entstand 2009 ein neuer Bettentrakt. 2010 wurde eine Notaufnahme eröffnet.
1994 operierte der Chefarzt der Chirurgie, Volker Lange, als erster Chirurg Deutschlands mit einem neuartigen Ultraschallskalpell. Im gleichen Jahr stand die Schlosspark-Klinik beim Focus-Krankenhausreport auf Platz eins der getesteten Kliniken in Berlin-Brandenburg. 1997 eröffnete im Berliner Ortsteil Weißensee die Park-Klinik Weißensee als Partnereinrichtung, die gemeinsam mit der Schlosspark-Klinik verwaltet wird, ansonsten jedoch unabhängig agiert.

## Fachabteilungen
Im Jahr 2014 verfügte die Klinik über rund 330 Betten und folgende medizinische Fachabteilungen:
- Augenheilkunde
- Gefäß-, Endovaskular-, Allgemein- und Viszeralchirurgie
- Innere Medizin-Gastroenterologie
- Innere Medizin-Kardiologie
- Neurochirurgie
- Neurologie
- Orthopädie und Unfallchirurgie
- Psychiatrie

Das Krankenhaus betreut auch Angehörige des Diplomatischen Dienstes. Koordiniert wird dies durch den International Medical Service. 2013 wurde in der Klinik eine zertifizierte Stroke Unit zur Schlaganfallbehandlung eröffnet.
Im Jahr 2023 versorgte die Schlosspark-Klinik 10.886 Patienten stationär.

## Beteiligungen
Die Schlosspark-Klinik GmbH hat folgende Tochtergesellschaften, u. a. die Schlosspark-Hotel GmbH und das Therapiezentrum am Schlosspark GmbH, mit denen Gewinnabführungsverträge bestehen.
Ferner ist die Schlosspark-Klinik zu 2,53 % an der organisatorisch eng verbundenen Park-Klinik Weißensee GmbH beteiligt.

## Sonstiges
- Am 26. Juli 1994 nahm sich der Schauspieler Ernst Schröder durch einen Sprung aus einem Klinikfenster im vierten Stock das Leben.
- Am 19. November 2019 wurde Fritz von Weizsäcker, Chefarzt für den Bereich Innere Medizin I, nach einem Vortrag in den Räumen der Klinik von einem psychisch kranken Täter ermordet.